# Izcalli

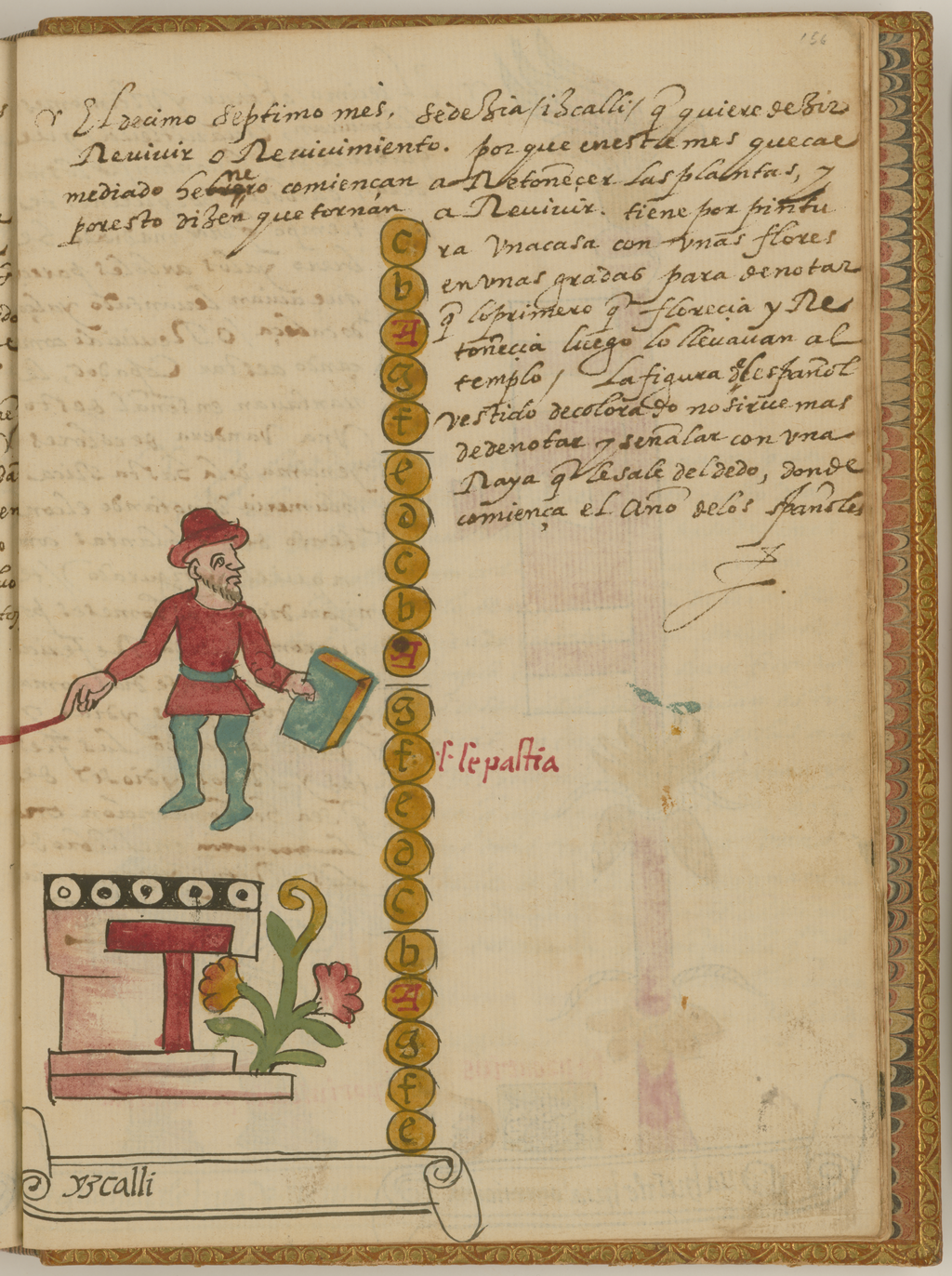
Parte del Códice Tovar donde se habla de los meses, semanas, días y festividades mexicas.

Izcalli es la decimoctava y última veintena del xiuhpohualli, calendario de 365 días que observaban los mexicas antes de la Conquista española.
Izcalli empezaba a principios de febrero y se hacía la segunda fiesta del dios del fuego. El día 10 salía toda la juventud a caza de fieras en los bosques y de pájaros en el lago. El 16 se apagaba el fuego del templo y de las casas y hacían el nuevo delante de la deidad que estaba adornada para esta solemnidad con plumas y joyas. Los cazadores presentaban a los sacerdotes todo cuanto habían cogido y de aquello se ofrecía una parte en holocausto a los dioses y la otra se sacrificaba y condimentaba para la nobleza y los sacerdotes. Una de las ceremonias de esta fiesta era perforar las orejas a los niños de uno y otro sexo para ponerles pendientes. Esta fiesta cobraba una mayor importancia al requerir ofrendas de sacrificio humano.